# دراژیتشکی
دراژیتشکی (به چکی: Dražičky) یک منطقهٔ مسکونی در جمهوری چک است که در منطقه تابور واقع شده‌است. دراژیتشکی ۵٫۱۳ کیلومتر مربع مساحت و ۱۰۶ نفر جمعیت دارد و ۴۵۴ متر بالاتر از سطح دریا واقع شده‌است.